# Robert Merle
Robert Merle (28. srpna 1908, Tebessa, Alžírsko – 27. března 2004, Grosrouvre, Francie) byl francouzský romanopisec, dramatik, literární historik, překladatel a profesor anglické a americké literatury. Proslul například utopickým sci-fi románem Malevil či třináctidílnou historickou ságou, která v češtině vycházela pod názvem Dědictví otců. Některé jeho romány (např. Víkend na Zuydcoote, Malevil, Až delfín promluví) byly také úspěšně zfilmovány.

## Životopis
Narodil se v alžírském městě Tébessa jako syn francouzského důstojníka. V roce 1918 se rodina přestěhovala do Francie. Vystudoval filosofii a anglikanistiku, učil a překládal. Během druhé světové války se zúčastnil bojů o Dunkerque v roce 1940, kdy padl do zajetí. Z této zkušenosti čerpal ve své prvotině Víkend na Zuydcoote. Za tento román získal v roce 1949 prestižní Goncourtovu cenu. V roce 1964 knihu zfilmoval Henri Verneuil.
Ve svých dílech neskrýval levicové a především humanistické založení. Psal romány válečné, politické, sociálně zaměřené, satiricko-realistické, také utopie a sci-fi s filosofickým podtextem, snad nejúspěšnější byly ovšem jeho romány historické. Ve svých dílech se Merle zabýval otázkou rasismu, zla, fanatismu, společenského útlaku, válek a hledáním jejich kořenů v lidské psychice a společnosti. Své romány situoval do druhé světové války (Víkend na Zuydcoote, Smrt je mým řemeslem), smyšlené současnosti (Malevil, Až delfín promluví) či do Pacifiku 19. století (Ostrov). Merle se ale nevyhýbal ani 16. a 17. století – jak dokládá třináctidílná kronika Dědictví otců, jejíž první díl vyšel v roce 1977, a poslední v roce 2003. Za poslední díl série (Le glaive et les amours – Meč a láska) dostal cenu Jeana Giona.
Robert Merle je i autorem biografie kubánského revolucionáře a bývalého prezidenta Fidela Castra (Útok na kasárna). V padesátých a šedesátých letech napsal také několik divadelních her, vydaných česky ve svazku Dramata (1966): Flamineo, Sisyfos a smrt, Nový Sisyfos, Vláda žen, Spravedlnost v Miramaru.

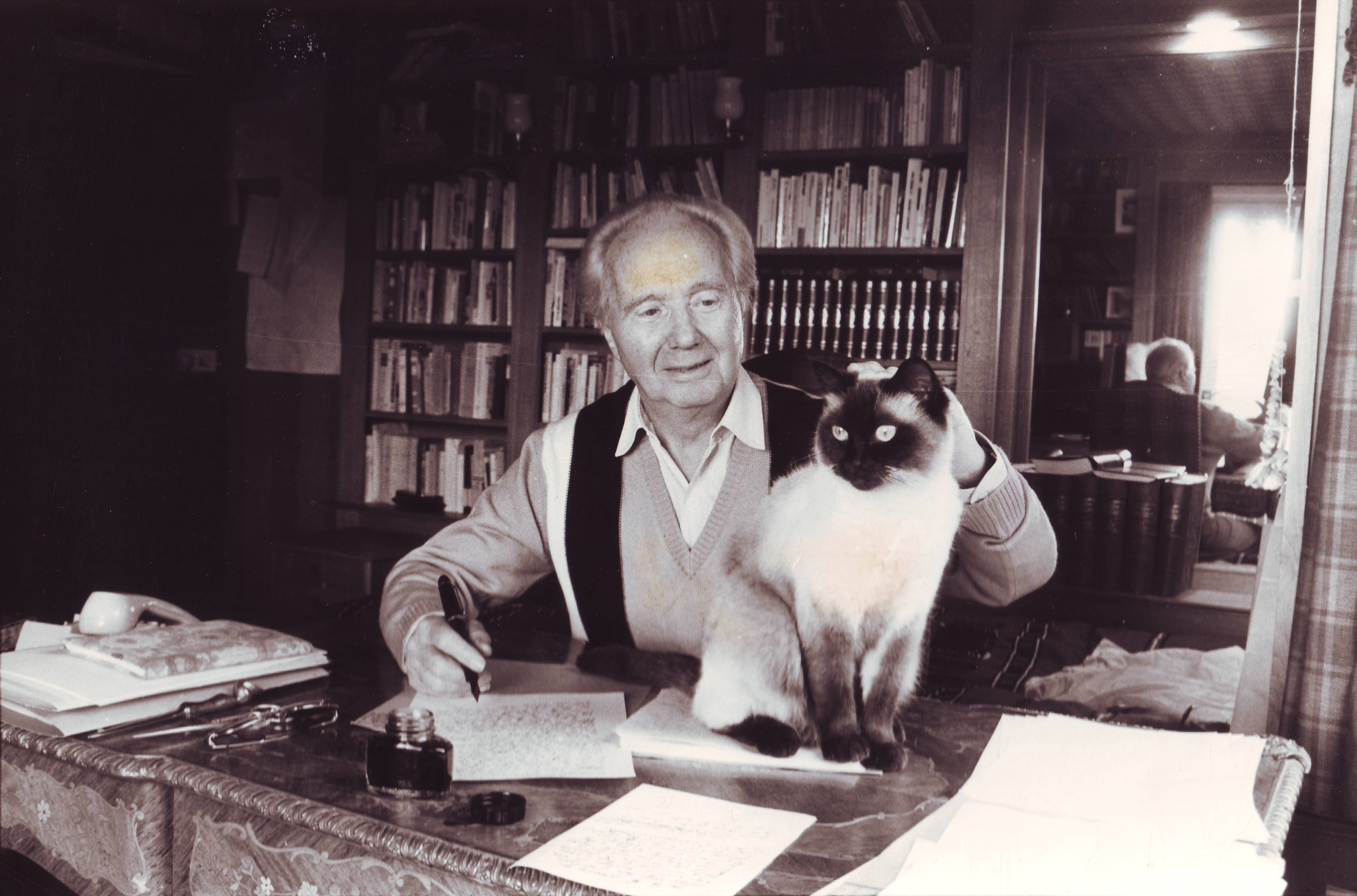
Robert Merle (1985)

Merle byl třikrát ženatý a měl šest dětí. Do vysokého věku si uchoval obdivuhodnou fyzickou i duševní svěžest a stáří se téměř vůbec neprojevilo na jeho psaní. Zemřel ve věku 95 let v domě v Grosrouvre nedaleko Paříže, když mu selhalo srdce.

### Fortune de France(1977–2003), třináctidílná sága Dědictví otců
Od poloviny sedmdesátých let se Merle soustředil na své největší dílo, třináctidílnou ságu z dějin Francie 16. a 17. století, z období náboženských válek mezi katolíky a hugenoty a z počátků vlády Ludvíka XIII. První šestidílný cyklus Fortune de France (Osudy Francie, 1977–1984) známe v češtině pod názvem prvního dílu jako Dědictví otců (české vydání má dohromady 3200 stran). Hrdinou a vypravěčem je druhorozený venkovský šlechtic a lékař v královských službách Petr ze Sioraku. Stylizované, archaicky zabarvené vyprávění, inspirované stylem dobových kronik či pamětí, je plné humoru a dobrodružství a připomene romány Dumasovy, Merle však na rozdíl od něj plně ctil historii a studoval archívy, kroniky apod. Do češtiny tuto šestici objemných románů přeložil kongeniálně bohatým a jadrným jazykem Miroslav Drápal (1916–1991).
Překlady následující série již nejsou tak zdařilé, zdá se však, že je to i vinou originálu. V letech 1991–2003 totiž napsal Merle druhý cyklus sedmi románů, kde je hrdinou a vypravěčem Siorakův syn (levoboček) Petr Emanuel. Některá místa již postrádají lehkost a švih předešlé série, romány jsou však stejně dějově barvité a historicky poučné jako předchozí a napravují též některé omyly zavedené právě třeba Dumasem ve Třech mušketýrech (zejména velmi negativní obraz kardinála Richelieua i krále Ludvíka XIII.). Celá sága, pokrývající stoletý úsek bouřlivých dějin Francie, má kolem 6000 stran. Poslední díl celého cyklu vydal Merle v roce 2003.
1. Fortune de France (1977), Dědictví otců (1983, 1989, 2006)
2. En nos vertes années (1979), V rozpuku mládí (1984, 1989)
3. Paris ma bonne ville (1980), Mé dobré město Paříž (1985, 1989)
4. Le prince que voilà (1982), Vladař na scéně (1986, 1990)
5. La violente amour (1983), Horoucí láska (1987, 1996)
6. La Pique du jour (1985), Svítání (1988, 1996)
7. La volte des vertugadins (1991), Ples u vévodkyně (1996, 2002)
8. L’Enfant-Roi (1993), Mladičký král (2000)
9. Les Roses de la vie (1995), Růže života (2000)
10. Le Lys et la Pourpre (1997), Lilie a purpur (2001)
11. La Gloire et les Périls (1999), Sláva a úskalí (2002)
12. Complots et Cabales (2001), Spiknutí a úklady (2004)
13. Le glaive et les amours (2003), Meč a lásky (2005)

## Ocenění
- 1949 – Prix Goncourt za Week-end à Zuydcoote
- 1962 – Prix de la Fraternité za L'Île
- 1974 – John W. Campbell Memorial Award for Best Science Fiction Novel za Malevil
- 2003 – Grand prix Jean-Giono za celoživotní dílo